# 汉斯·伦内
汉斯·伦内（丹麥語：Hans Rønne，1887年12月30日—1951年9月15日），丹麦男子竞技体操运动员。他曾代表丹麦获得1920年夏季奥运会体操比赛男子团体自由式金牌。他于1951年在腓特烈斯贝去世。